# Bohdanivka, Znameanka
Bohdanivka (în ucraineană Богданівка) este localitatea de reședință a comunei Bohdanivka din raionul Znameanka, regiunea Kirovohrad, Ucraina.

## Demografie
Componența lingvistică a localității Bohdanivka
     Ucraineană (91,64%)
     Rusă (7,07%)
     Alte limbi (0,73%)
Conform recensământului din 2001, majoritatea populației localității Bohdanivka era vorbitoare de ucraineană (91,64%), existând în minoritate și vorbitori de rusă (7,07%).